# Zanthoxylum ghisbreghtii
Zanthoxylum ghisbreghtii är en vinruteväxtart som beskrevs av Porphir Kiril Nicolai Stepanowitsch Turczaninow. Zanthoxylum ghisbreghtii ingår i släktet Zanthoxylum och familjen vinruteväxter. Inga underarter finns listade i Catalogue of Life.